# Maytenus myricoides
Maytenus myricoides är en benvedsväxtart som beskrevs av José Jéronimo Triana och Planch. Maytenus myricoides ingår i släktet Maytenus och familjen Celastraceae. Inga underarter finns listade.